# Ojo de Antofalla
Pour les articles homonymes, voir Ojo (homonymie).
L'Ojo de Antofalla (en français « œil d'Antofalla ») est un stratovolcan d'Argentine, considéré comme éteint. Il est situé dans la province de Catamarca. Il fait partie du groupe de volcans argentins constituant le massif de l'Antofalla, mais est totalement indépendant de ce dernier.
Atteignant 5 792 mètres d'altitude, il se dresse à sept kilomètres du volcan Onas. Il présente l'importante particularité d'avoir un sommet bifide causé par l'effondrement de son cratère. En effet, à la suite d'une importante éruption explosive survenue jadis, le volcan s'effondre sur lui-même latéralement, du côté nord-ouest, ce qui fait que de très importantes coulées volcaniques sont dirigées en ce sens.
Le volcan Ojo de Antofalla est situé à plus ou moins 25 kilomètres au nord-ouest du cratère du volcan Antofalla, et à une quinzaine de kilomètres au nord du volcan Lila.
D'autres sommets sont proches également de l'Ojo de Antofalla. On trouve à une grosse dizaine de kilomètres au nord-ouest, le cône de l'Abra Grande, ainsi que le Pajonal.